# Monohydrure d'azote
Le monohydrure d'azote est une espèce chimique de formule NH détectée pour la première fois dans le milieu interstellaire en 1976,.